# Biswamoyopterus biswasi
La ardilla voladora de Namdapha (Biswamoyopterus biswasi) una especie de ardilla voladora, nocturna y arbórea endémica de la India, clasificada como especie en peligro crítico de extinción debido a la destrucción de su hábitat. Se recolectó por primera vez en Deban el 27 de abril de 1981. No existen estimaciones de su población, pero se sabe que su hábitat son las selvas de Mesua ferrea, por lo general en colinas cercanas a la cuenca hidrográfica del Noa Dihing (particularmente en la ladera occidental de la cordillera Patkai) en India nororiental.

## Morfología
La ardilla voladora de Namdapha tiene un pelaje rojizo entrecano con trazos blancos en la parte superior. Su cresta es de color gris pálido, su patagio es naranjáceo y sus partes inferiores son blancas. Las muelas de B. biswasi son simples, y sus incisivos no están pigmentados. Mide 40,5 cm de la cabeza a la cloaca, mientras que su cola mide unos 60 cm. Su retropié es de 7,8 cm y la oreja, de 4,6 cm.